# Ai Nagai
Ai Nagai (永井愛), née le 19 octobre 1951 à Tokyo, est une autrice et metteuse en scène de théâtre japonaise.

## Œuvre
- 1983 : Moi aussi, je suis un appareil photo : Un rapport sur l'affaire Kurokami-sensei (私もカメラ黒髪先生事件報告, Watashi mo kamera kurokami sensei jiken hokoku)
- 1984 : Kazuo (かずお)
- 1994 : Lettre de fan (不安れた大根役者殺人事件, Fuan reta daikon yakusha satsujin jiken)
- La Trilogie de la vie après-guerre (戦後生活史劇三部作, Sengo seikatsu shigeki sanbusaku)
  - 1994 : La Réserve du temps (時の物置, Toki no mono oki)
  - 1995 : La Démocratie de papa (パパのデモクラシー, Papa no demokurashī)
  - 1996 : Mon journal de Tokyo (僕の東京日記, Boku no Tokyō nikki)
- 1997 : La Malice meurtrière du langage (ら抜きの殺意, Ranuki no satsui)
- 1999 : Le Retour du frère (兄帰る Ani kaeru)
- 2000 : Les Trois Sœurs Hagi (萩家の三姉妹, Hagi-ke no san shimai)
- 2001 : Topographie de Higure (日暮れの地形, Higure no chikei)
- 2001 : Bonjour, mère (こんにちは、母さん, Konnichiwa, kāsan)
- 2002 : Nouvelles Lumières et Ténèbres (新明暗, Shin meian)
- 2004 : Regarde comme les avions volent haut ! '見よ、飛行機の高く飛べるを, Miyo, hikōki no takaku toberu wo)
- 2005 : Les hommes qui veulent les faire chanter (歌わせたい男たち, Utawasetai otoko-tachi)
- 2006 : Femmes écrivains (書き込み女, Kakikomi on'na)
- 2007 : Des femmes dans un sacré bazar (片付けたい女たち, Katadzuketai on'na-tachi)
- 2010 : Les Chaises de Katari (かたりの椅子, Katari no isu)
- 2011 : Single Mothers (シングルマザーズ)
- 2014 : Le Mystère de Ougai (鴎外の怪談, Ougai no kaidan)

## Récompenses
- Prix Kunio Kishida 2000 pour Le Retour du frère (兄帰る Ani kaeru)
- Prix Yomiuri 2000 catégorie Théâtre/Scénario pour Les Trois Sœurs Hagi (萩家の三姉妹, Hagi-ke no san shimai)